# Castello di Blonay
Il castello Blonay o castello di Blonay (in francese, Château de Blonay) è un castello medievale non visitabile che si affaccia da un promontorio al centro del borgo di Avise, in Valle d'Aosta, nei pressi della chiesa di San Brizio. Insieme al vicino castello di Avise e al castello di Cré, fuori dal paese, è uno dei tre castelli del comune. È ben conservato.

## Architettura
Jean-Baptiste de Tillier nel 1737 ce ne dà una descrizione ancora attuale:
()

Il Castello di Blonay in una foto di Carlo Nigra (1856-1942).

Piantina del castello nel luglio 1936 e dettaglio di una finestra (disegno di Carlo Nigra)

La parte più antica del castello è la torre, i cui lati liberi oggi non presentano né feritoie né ingressi, nonostante sia certo che all'inizio si ergesse sola sul modello dei castelli primitivi valdostani, mentre il lato sud è addossato ad un edificio stereometrico d'aspetto meno severo, in cui si aprono alcune finestre a crociera caratterizzate da cornici in pietra lavorata. La torre è coronata di una merlatura a coda di rondine ed ha le mura di spessore maggiore rispetto al resto del complesso, ulteriore testimonianza delle differenti epoche costruttive e delle mutate esigenze difensive del complesso.

## Storia
Secondo Jean-Baptiste de Tillier, fu la prima dimora dei signori d'Avise, una nobile famiglia valdostana già presente nel XII secolo. Torre e edificio che compongono il castello di Blonay non risalgono alla stessa epoca e non ebbero sempre gli stessi proprietari: la torre fu edificata nel XII secolo, e solo nel XV secolo si aggiunse il resto del castello. La torre seguì a lungo le vicende dei d'Avise, mentre il corpo di fabbrica adiacente alla torre venne lasciato in eredità nel 1645 da Prosper d'Avise, senatore del Senato di Savoia, ai suoi nipoti, Claude e Josué de Blonay, figli di Marie d'Avise e di Jacques de Blonay, originario del Chiablese. Claude de Blonay ne fu nuovamente investito alla morte della madre, tra il 20 e il 27 marzo 1649 e successivamente quell'ala del castello restò nelle mani della famiglia de Blonay..
Jean-Baptiste de Tillier nella prima metà del XVIII secolo fotografava ancora una situazione di comproprietà che proseguiva da lungo tempo: 
()
François Gaspard d'Avise fu l'ultimo erede della famiglia: nelle disposizioni testamentarie del padre Antoine-Balthazard, del 9 febbraio 1677, ricevette metà del feudo, mentre la sorella del defunto, Claire-Marie d'Avise, ricevette in eredità il resto insieme al marito Charles-Joseph, della nobile famiglia dei Bianco di San Secondo.
La torre servì a lungo da prigione, tanto da assumere l'appellativo di torre delle prigioni (tour des Prisons): nel 1787 Philippe de Blonay in una dichiarazione feudale reclamava il proprio diritto esclusivo a imprigionarvi i malviventi.
Nel 1980 Zanotto lo dice disabitato.

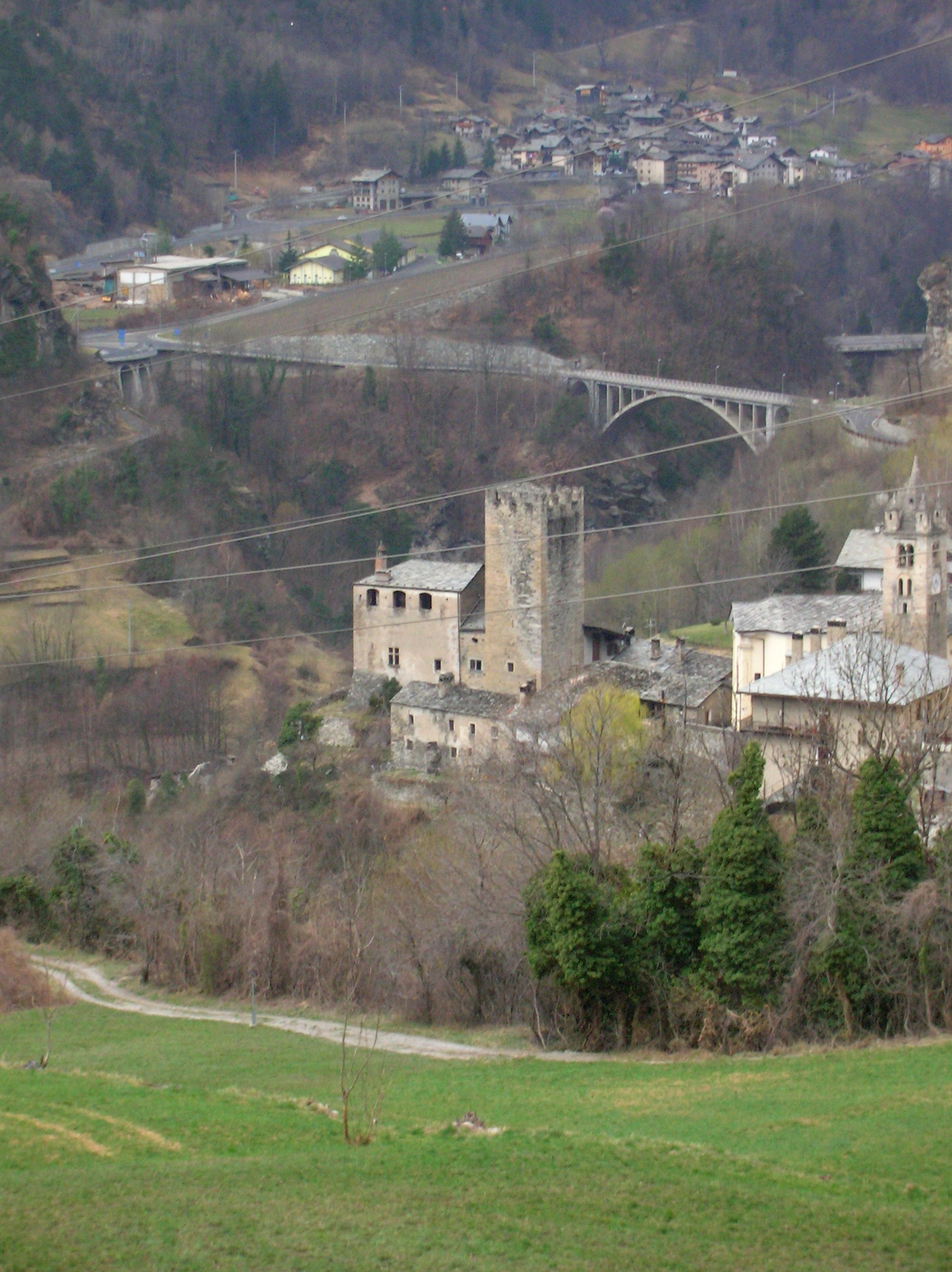
Panorama del castello Blonay visto dai ruderi del castello di Cré.
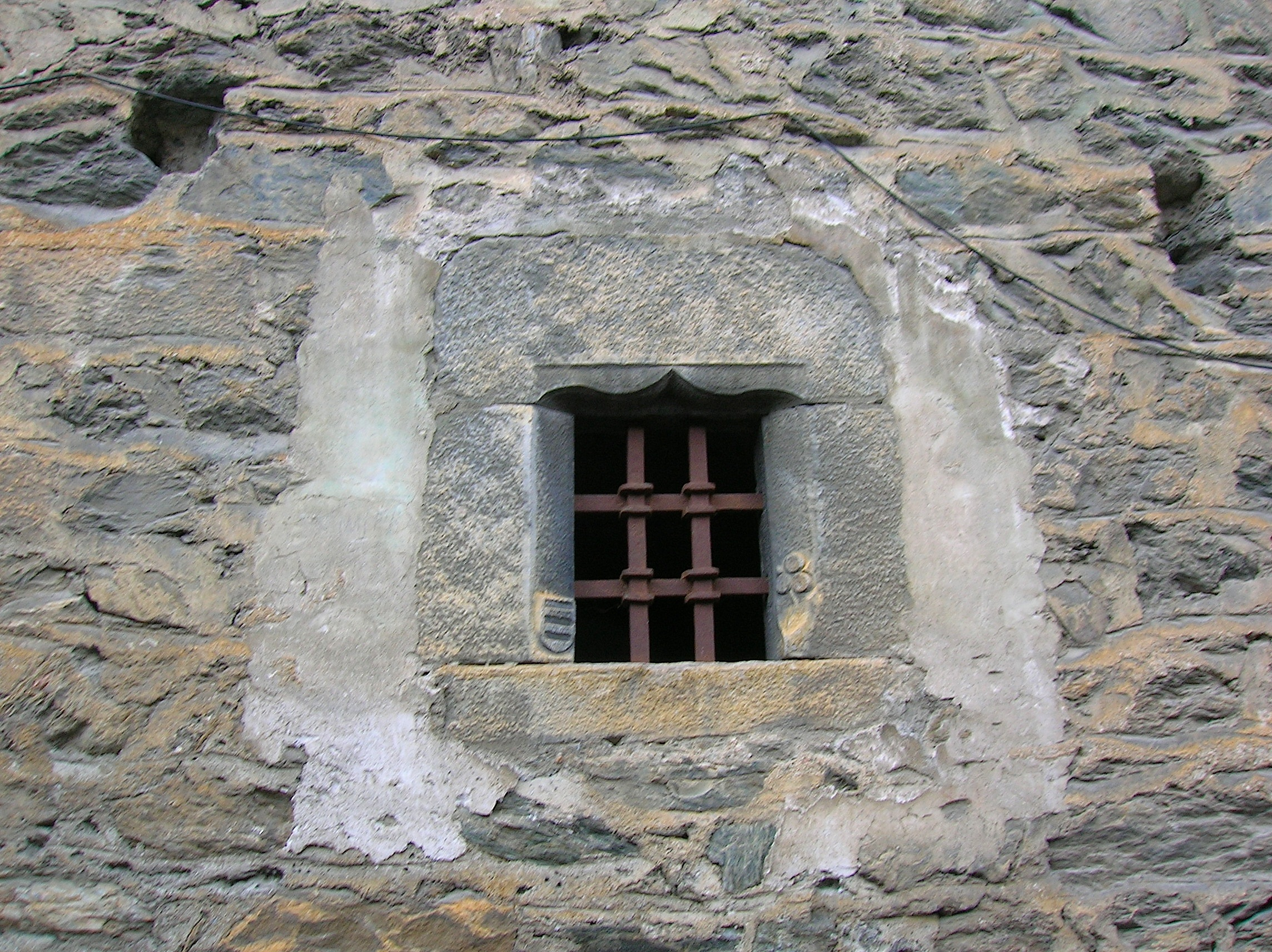
Una finestra del castello.
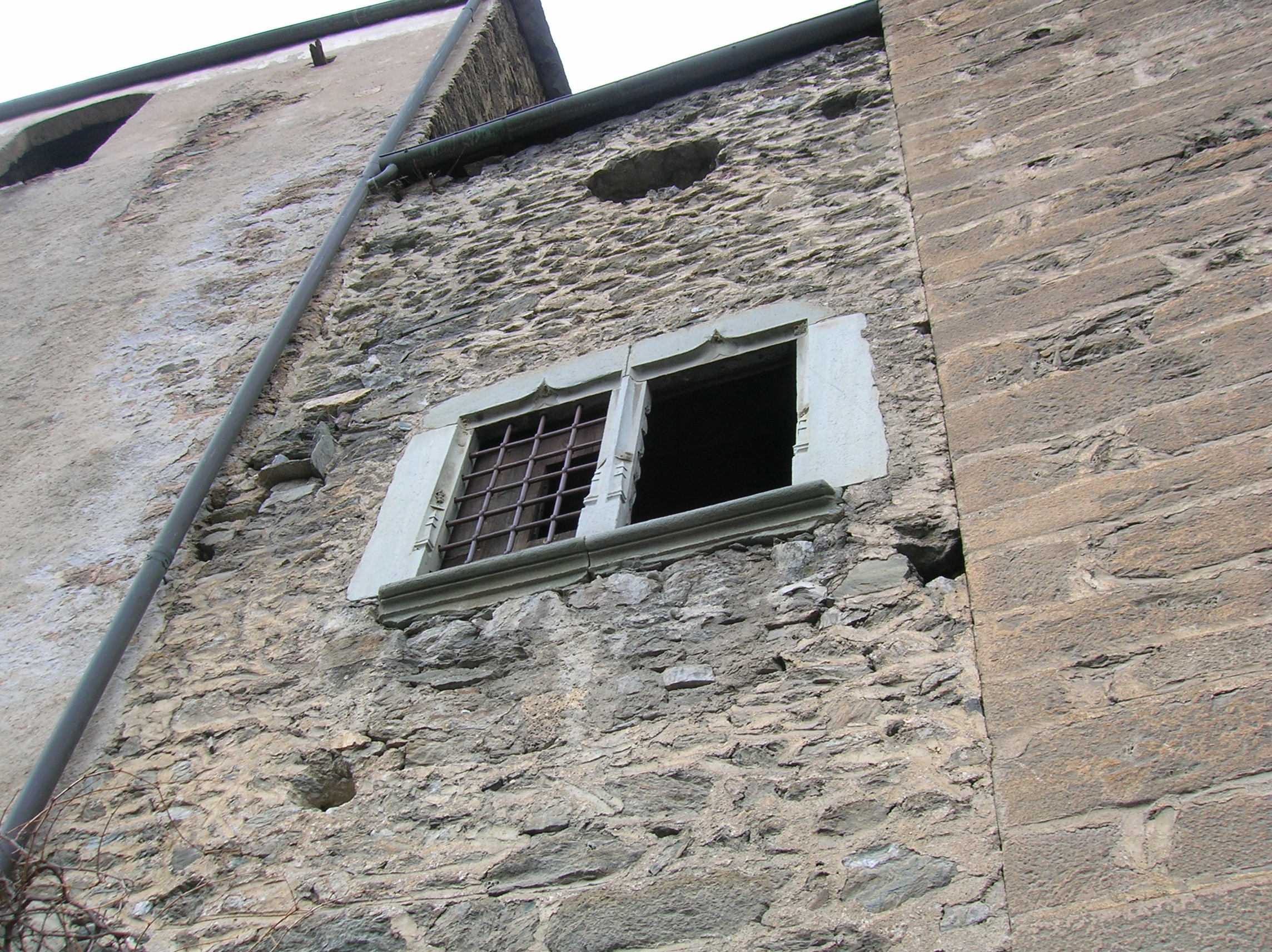
Dettaglio di finestra geminata.
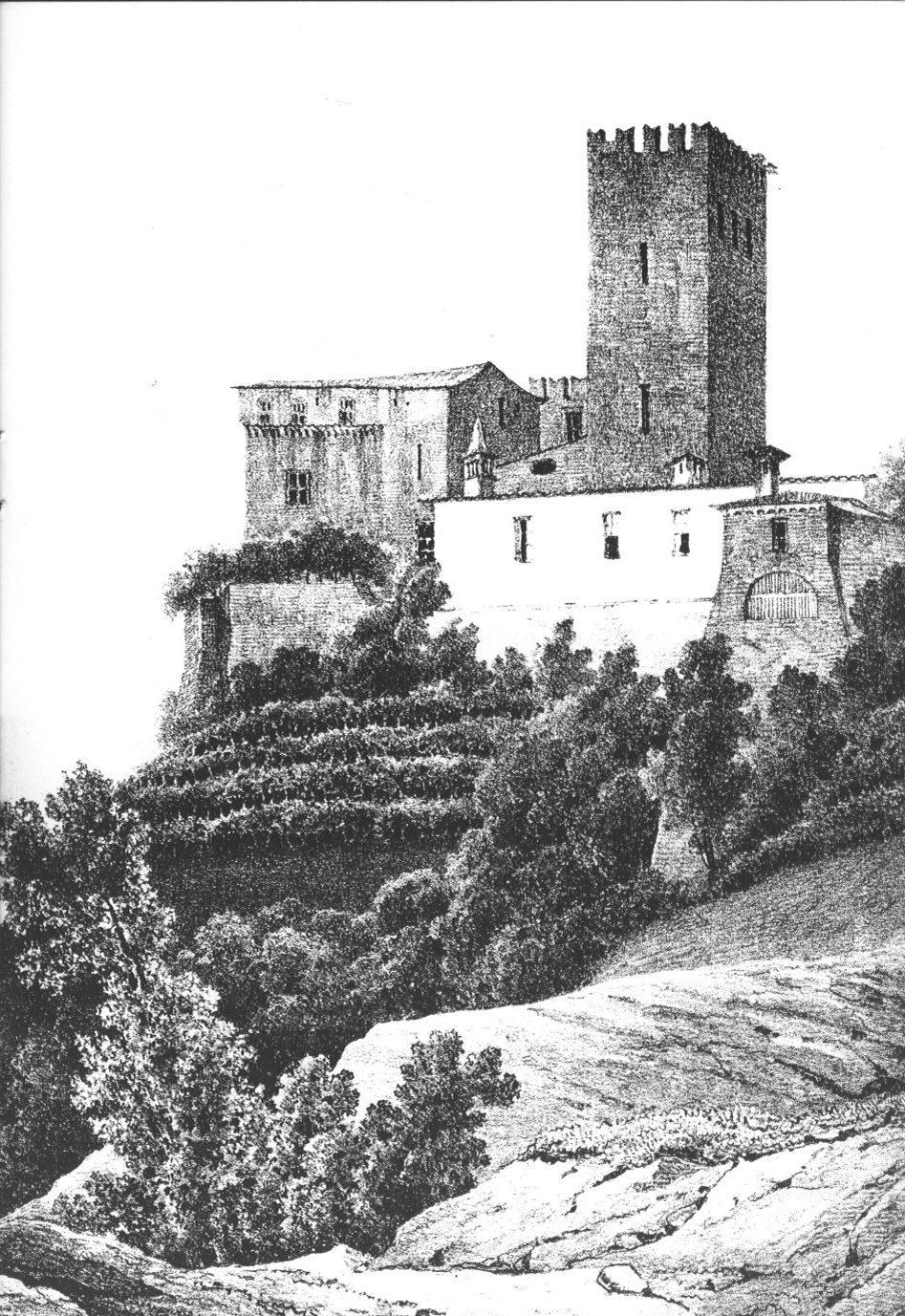
Incisione di Gonin del 1852.